# Группа 5 (кино)
«Группа 5» (Groupe 5) — творческий союз швейцарских франкоязычных кинематографистов, образование которого в средине шестидесятых годов способствовало росту кинопроизводства в Швейцарии. 

## История группы
В «Группу 5» входили такие швейцарские режиссёры, как Ален Таннер, Жан-Луи Руа, Клод Горетта́, Мишель Суттер и Жан-Жак Лагранж, которого позднее заменил Ив Ерсин. Целью создания группы было независимое кинопроизводство. Клод Горетта́ и Жан-Жак Лагранж работали режиссёрами на швейцарском телевидении, что дало возможность группе работать в рамках совместного производства с целью закупки их работ по льготной ставке. Применение лёгких телевизионных 16-миллиметровых камер и переносного звукового оборудования, обеспечивающего синхронную запись на площадке, позволяет снимать фильмы с помощью небольших съёмочных групп и, соответственно, с небольшими бюджетами. 

Кинематографические работы «Группы 5» становятся известны и дают возможность говорить о «новой волне швейцарского кино». В 1969 году фильм Алена Таннера «Шарль, мёртв или жив» (Charles mort ou vif, 1969) завоёвывает Золотого леопарда Локарнского кинофестиваля, а фильм «Возвращение из Африки» (Le retour d’Afrique, 1973) — две премии Форума нового кино на Берлинском МКФ. В 1970 году фильм «Джеймс или нет» (James ou pas, 1970) был отобран для Двухнедельника режиссёров на Каннском кинофестивале; в 1972 году фильм «Землемеры» (Les arpenteurs) номинировался на Золотую ветвь Каннского кинофестиваля. В 1973 году Клод Горетта́ получает приз жюри в Каннах за фильм «Приглашение» (L’Invitation). 

Соглашение с Германией и Францией по совместному кинопроизводству позволяет перейти от чёрно-белых 16-миллиметровых лент к использованию цветной 35-миллиметровой плёнки. Совместное производство с Citel Films, Action films, La Gaumont и France3 позволяет приглашать таких известных актёров и актрис, как Жан-Луи Трентиньян, Изабель Юппер, Джан Мария Волонте, Леа Массари, Дельфин Сейриг и других. Всё это меняет эстетику малобюджетных чёрно-белых фильмов средины 1960-х — начала 1970-х годов в сторону создания фильмов со значительным бюджетом.

## Фильмография «Группы 5»
1969 Ален Таннер «Шарль, мёртв или жив»/Charles mort ou vif 

1970 Мишель Суттер «Джеймс или нет»/James ou pas 

1970 Клод Горетта́ «Сумасшедший»/Le Fou 

1970 Жан-Луи Руа «Затмение»/Black Out 

1971 Ален Таннер «Саламандра»/La Salamandre 

1972 Мишель Суттер «Землемеры»/Les Arpenteurs 

1973 Ален Таннер «Возвращение из Африки»/Retour d’Afrique 

1973 Клод Горетта́ «Приглашение»/L’Invitation 

## Расширенная фильмография (совместное производство без упоминания «Группы 5»)
1974 Мишель Суттер «Эскапада»/L’Escapade 

1974 Ален Таннер «Середина мира»/Le Milieu du monde 

1974 Клод Горетта́ «Не такой уж плохой»/Pas si méchant que ça 

1976 Ален Таннер «Йонас, которому будет 25 лет в 2000 году»/Jonas qui aura 25 ans en l’an 2000 

1977 Мишель Суттер «Репетиции» («Поиск натуры»)/Repérages 

1977 Клод Горетта́ «Кружевница»/La Dentellière 

1979 Ален Таннер «Мессидор»/Messidor 

1979 Ив Ерсин «Маленькие беглецы»/Les Petites Fugues 

1980 Ален Таннер «На расстоянии световых лет»/Les Années Lumière 

1981 Клод Горетта́ «Провинциалка»/La Provinciale 

1983 Мишель Суттер «Любовь женщин»/L’amour des femmes 

1983 Ален Таннер «В белом городе»/Dans la ville blanche 

1983 Клод Горетта́ «Смерть Марио Риччи»/La Mort de Mario Ricci 